# Suontakasvärdet

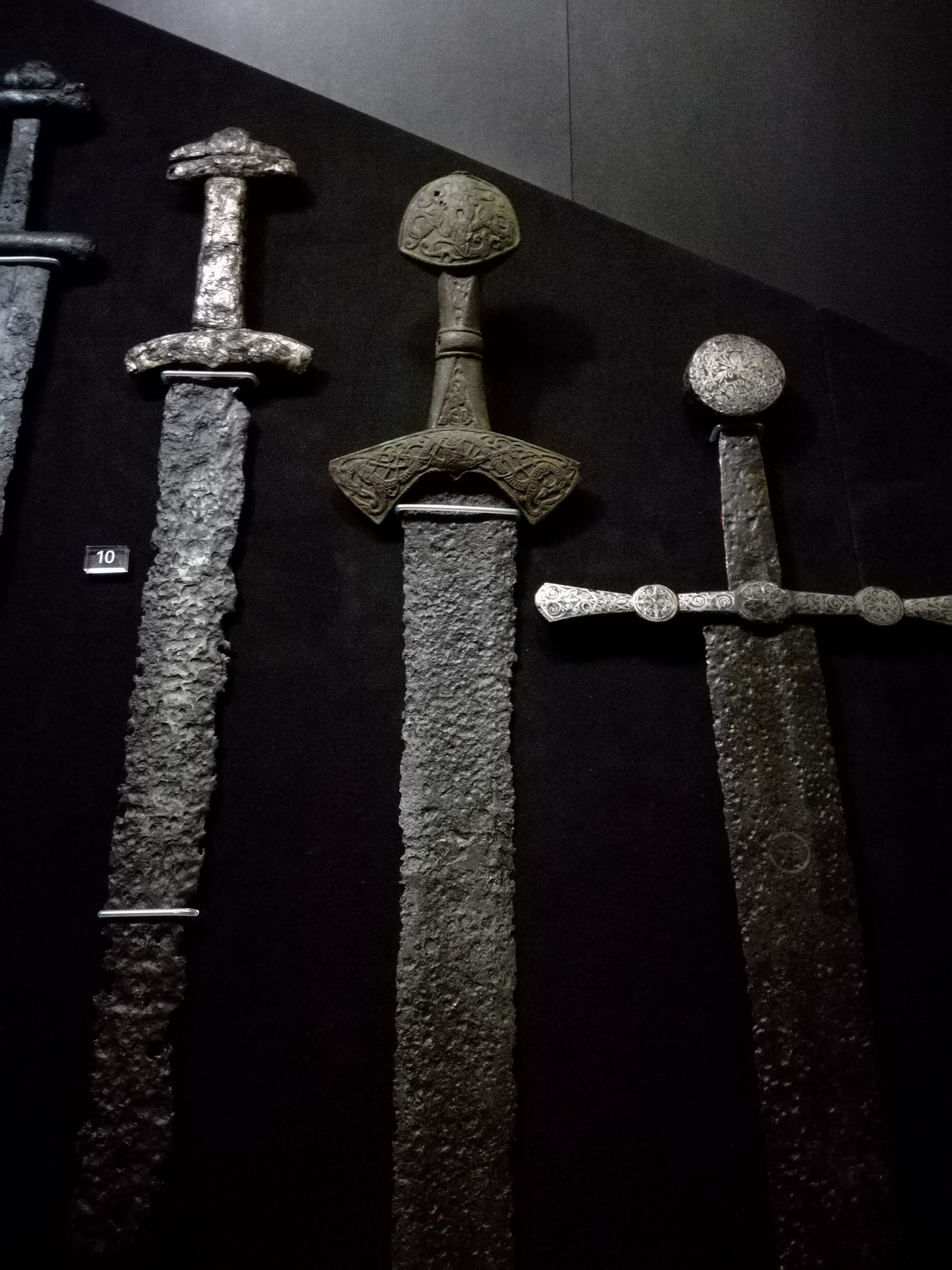
Suontakasvärdet (i mitten).

Suontakasvärdet är ett svärd av järn och brons, som hittades 1968 i Suontaka i tidigare Tyrvändö kommun, numera Hattula kommun, i Egentliga Tavastland i Finland.
Svärdet återfanns i en grav, som upptäcktes vid anläggning av täckdiken på Suontaka gårds marker. I graven låg två svärd. Det ena är ett praktfullt långsvärd. Fästet, med knapp, grepp och parerstång, är gjorda i brons. Det är dekorerat med ornament i Urnesstil. Senare studier har visat att graven ursprungligen endast innehöll ett svärd. Det som benämns Suontakasvärdet har placerats i graven i efterhand.
Svärdet finns idag på Nationalmuseum i Helsingfors.
Graven har tidsbedömts till sent 1000-tal–tidigt 1100-tal. I graven fanns en kropp, sannolikt klädd i kvinnokläder, bland annat med två broscher. I nordiska länder är det sällsynt att svärd begravs tillsammans med kvinnor, så fynden ledde till osäkra tolkningar. I senare tid har emellertid genomförts DNA-undersökningar. Dessa visade att den begravda individen var en man med Klinefelters syndrom, det vill säga en man med en ovanlig könskromosonvariation med en extra X-kromoson (XXY istället för XY). De kliniska symptomen för Klinefelters syndrom varierar från en person till en annan. De kan vara svaga och inte uppmärksammas, och vanligen är personen anatomiskt en man.